# Zasoby (psychologia)
Zasobem osobistym może stać się cokolwiek (materia, energia, informacja), o ile zostanie wykorzystane przez jednostkę do zaspokojenia jej doraźnych potrzeb lub realizacji jej (długoterminowych) celów. Według teorii zachowania zasobów Hobfolla ogólnym celem aktywności ludzkiej jest uzyskiwanie, utrzymanie i ochrona zasobów.

## Rodzaje zasobów
- przedmioty (niezbędne narzędzia do pracy)
- warunki (unormowany (niestresujący) porządek dnia)
- zasoby osobiste (poczucie sprawowania kontroli nad własnym życiem)
- zasoby energetyczne (pieniądze)